# كأس الجزائر 1986–87
كأس الجزائر 1986–87 هو موسم من كأس الجزائر. أشرف على تنظيمه الإتحاد الجزائري لكرة القدم، وكان عدد الأندية المشاركة فيه 64، وفاز فيه إتحاد الحراش.